# Goryl, czyli ostatnie zadanie...
Goryl, czyli ostatnie zadanie... – polski film telewizyjny z 1989 roku.

## Opis fabuły
Szef (Marian Opania) przed laty sprawował funkcję w wielu resortach. Chwilowo przeżywa kryzys, ponieważ uważa, iż został odsunięty na tzw. "boczny tor". Pewnego dnia otrzymuje telefon i otrzymuje informację o stawieniu się w Warszawie. Szef zabiera swojego powiernika Bolka (Krzysztof Kowalewski), jednak ten w czasie podróży wspomina niektóre momenty z życia Szefa. Szef postanawia go zwolnić, jednak nie przeczuwa, jaką niespodziankę przygotował mu Bolek.

## Obsada aktorska
- Krzysztof Kowalewski – Bolek, goryl Szefa
- Marian Opania – Szef
- Jerzy Turek – kierowca Szefa
- Bożena Krzyżanowska – żona Leona
- Przemysław Gintrowski – leśniczy Leon
- Jan Tomaszewicz – goryl
- Grzegorz Pawłowski – mężczyzna
- Wojciech Machnicki – dyrektor gabinetu
- Marek Czyżewski – kolega Szefa
- Rajmund Jakubowicz – kolega Szefa
- Bolesław Idziak – kolega Szefa
- Grzegorz Pawłowski – mężczyzna próbujący z żoną zabrać się samochodem Szefa
- Zdzisław Szymborski